# Gyowol-dong
Gyowol-dong (koreanska: 교월동) är en stadsdel i staden Gimje i provinsen Norra Jeolla i den sydvästra delen av Sydkorea,  190 km söder om huvudstaden Seoul. 